# 田中浩二 (バレーボール)
田中 浩二（たなか こうじ、1967年8月26日 - ）は、日本のシッティングバレーボール選手。4大会パラリンピックに日本代表として出場、『シッティングバレーボールクラブ 滋賀サーカス』を結成し、シッティングバレーの普及に努めている。

## 略歴
滋賀県伊香郡余呉町（現滋賀県長浜市余呉町）生まれ。中学時代に日本台湾親善試合の滋賀選抜として国際大会に出場、私立近江高等学校に進学し、全国高等学校バレーボール選抜優勝大会に出場した。高校卒業後は9人制実業団チームに所属していたが、1998年交通事故で左足膝下切断。1999年シッティングバレーボールと出会い、翌年4月に『シッティングバレーボールクラブ 滋賀サーカス』を結成した。同年10月シドニーパラリンピックに日本代表として選出され、以降アテネ・北京パラリンピックに連続出場し、主将としてチームを牽引した。『シッティングバレーボールクラブ 滋賀サーカス』に所属すると共に、『日本シッティングバレーボール協会』選手会長として、協会の充実と後進の育成に努めている。

## 関連事項
- 2000年シドニーパラリンピックの日本選手団
- 2004年アテネパラリンピックの日本選手団
- 2008年北京パラリンピックの日本選手団
- 2020年東京パラリンピックの日本選手団
- 2018年アジアパラ競技大会日本選手団